# Selección de bádminton de Gales
La selección de bádminton de Gales representa a Gales en las competiciones internacionales por equipos de bádminton.

## Participación en copas de la BWF
| Año  | Resultado                 |
| ---- | ------------------------- |
| 1993 | 29° - Grupo 7             |
| 1995 | 28° - Grupo 7             |
| 1997 | 26° - Grupo 4             |
| 1999 | 23° - Grupo 4 (Promovido) |
| 2001 | 20° - Grupo 3             |
| 2003 | 19° - Grupo 3             |
| 2005 | 24° - Grupo 3 (Relegado)  |
| 2007 | 30° - Grupo 4             |

## Participación en campeonatos europeos de bádminton por equipos
| Año  | Resultado        |
| ---- | ---------------- |
| 2006 | Fase de grupos   |
| 2008 | Cuartos de final |
| 2010 | Fase de grupos   |
| 2014 | Fase de grupos   |
| 2020 | Fase de grupos   |

| Año  | Resultado      |
| ---- | -------------- |
| 2006 | Fase de grupos |
| 2008 | Fase de grupos |
| 2010 | Fase de grupos |
| 2014 | Fase de grupos |
| 2020 | Fase de grupos |

| Año  | Resultado      |
| ---- | -------------- |
| 2009 | Fase de grupos |
| 2011 | Fase de grupos |
| 2013 | Fase de grupos |